# 格拉夫沙夫特 (瓦萊州)

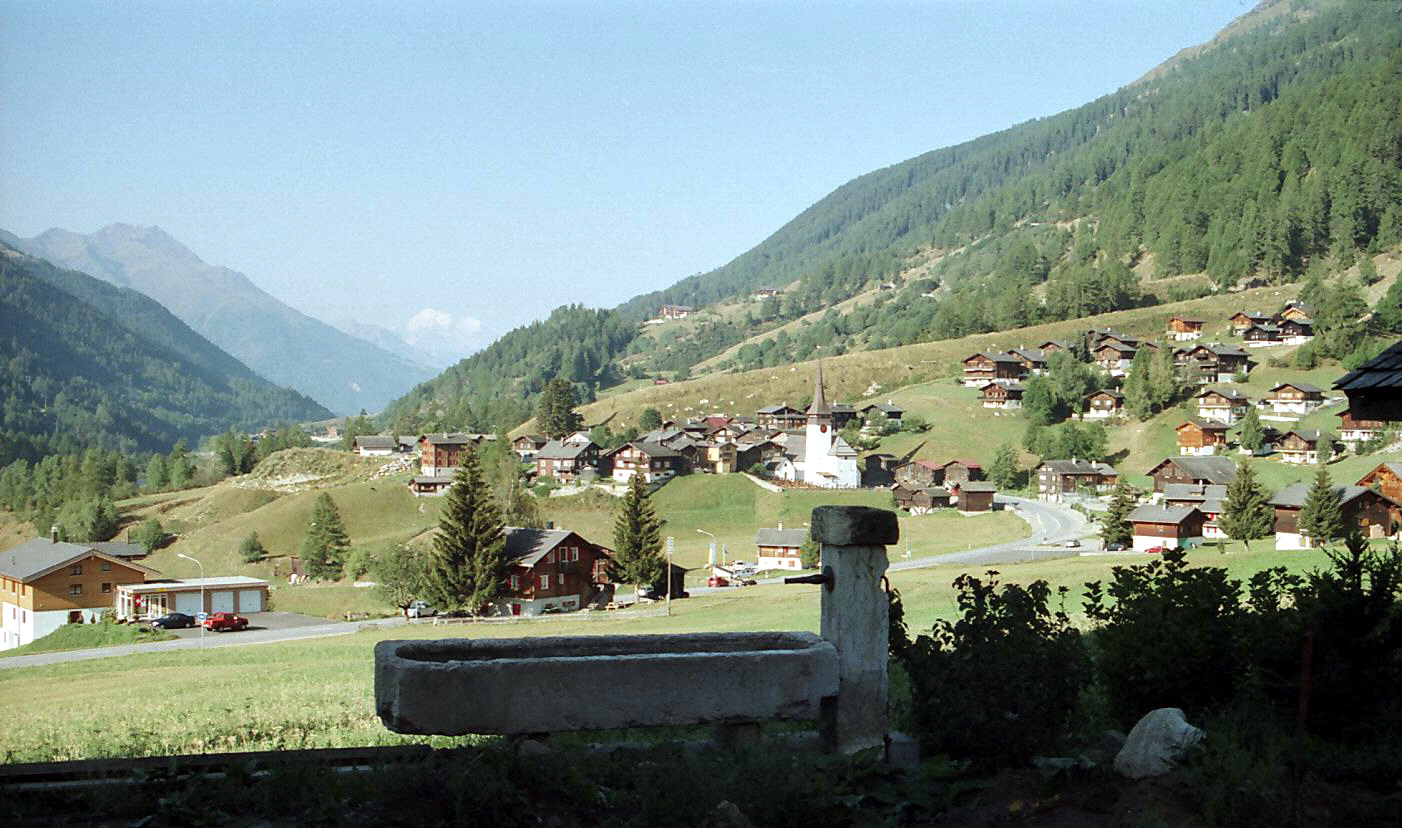

格拉夫沙夫特是瑞士的城鎮，位於該國南部，由瓦萊州負責管轄，面積22.62平方公里，海拔高度1,312米，2011年人口198，九成人口信奉羅馬天主教，人口密度每平方公里9人。

## 外部連結
- Official website （页面存档备份，存于） （德文）